# العلاقات التشيلية السويسرية
العلاقات التشيلية السويسرية هي العلاقات الثنائية التي تجمع بين تشيلي وسويسرا.

## مقارنة بين البلدين
هذه مقارنة عامة ومرجعية للدولتين:
| وجه المقارنة                                              | تشيلي                         | سويسرا                                                                                      |
| --------------------------------------------------------- | ----------------------------- | ------------------------------------------------------------------------------------------- |
| المساحة (كم2)                                             | 756.10 ألف                    | 41.28 ألف                                                                                   |
| عدد السكان (نسمة)                                         | 17.37 مليون                   | 8.21 مليون                                                                                  |
| الكثافة السكانية (ن./كم²)                                 | 22.97                         | 198.89                                                                                      |
| العاصمة                                                   | سانتياغو                      | برن                                                                                         |
| اللغة الرسمية                                             | اللغة الإسبانية               | اللغة الألمانية، اللغة الإيطالية، لغة فرنسية، اللغة الرومانشية، الألمانية السويسرية الموحدة |
| العملة                                                    | بيزو تشيلي، وحدة حساب تشيلية ‏ | فرنك سويسري                                                                                 |
| الناتج المحلي الإجمالي (بليون دولار)                      | 277.08 مليار                  | 678.89 مليار                                                                                |
| الناتج المحلي الإجمالي (تعادل القوة الشرائية) بليون دولار | 419.39 مليار                  | 518.07 مليار                                                                                |
| الناتج المحلي الإجمالي الاسمي للفرد دولار أمريكي          | 13.42 ألف                     | 80.94 ألف                                                                                   |
| الناتج المحلي الإجمالي للفرد دولار أمريكي                 | 22.07 ألف                     | 59.54 ألف                                                                                   |
| مؤشر التنمية البشرية                                      | 0.832                         | 0.930                                                                                       |
| رمز المكالمات الدولي                                      | +56                           | +41                                                                                         |
| رمز الإنترنت                                              | .cl                           | .ch، .swiss ‏                                                                                |
| المنطقة الزمنية                                           | 00، 00، 00، 00                | توقيت وسط أوروبا، ت ع م+01:00، ت ع م+02:00، أوروبا/زيورخ ‏                                   |

## منظمات دولية مشتركة
يشترك البلدان في عضوية مجموعة من المنظمات الدولية، منها:
| علم المنظمة | اسم المنظمة                               | تاريخ انضمام تشيلي | تاريخ انضمام سويسرا |
| ----------- | ----------------------------------------- | ------------------ | ------------------- |
|             | مؤسسة التمويل الدولية                     | 15 أبريل 1957      | 29 مايو 1992        |
|             | منظمة حظر الأسلحة الكيميائية              | ?                  | ?                   |
|             | يونسكو                                    | 7 يوليو 1953       | 28 يناير 1949       |
|             | الاتحاد الدولي للاتصالات                  | 1908               | 1866                |
|             | الأمم المتحدة                             | 24 أكتوبر 1945     | 10 سبتمبر 2002      |
|             | منظمة الشرطة الجنائية الدولية             | ?                  | ?                   |
|             | البنك الدولي للإنشاء والتعمير             | 31 ديسمبر 1945     | 29 مايو 1992        |
|             | الاتحاد البريدي العالمي                   | ?                  | ?                   |
|             | مؤسسة التنمية الدولية                     | 30 ديسمبر 1960     | 29 مايو 1992        |
|             | منظمة التعاون الاقتصادي والتنمية          | ?                  | ?                   |
|             | الفريق المعني برصد الأرض                  | ?                  | ?                   |
|             | منظمة التجارة العالمية                    | ?                  | ?                   |
|             | المركز الدولي لتسوية المنازعات الاستشارية | 24 أكتوبر 1991     | 14 يونيو 1968       |
|             | وكالة ضمان الاستثمار متعدد الأطراف        | 12 أبريل 1988      | 12 أبريل 1988       |

## أعلام
هذه قائمة لبعض الشخصيات التي تربطها علاقات بالبلدين:
- أرتور فري بوليفار (سياسي تشيلي، 18 نوفمبر 1939 – )
- ألبرتو باشليت (سياسي تشيلي، 27 أبريل 1923 – 12 مارس 1974)
- إدواردو فراي رويز تاجل (24 يونيو 1942 – )
- إدواردو فري مونتالبا (16 يناير 1911[22][23][24] – 22 يناير 1982[22][23][24])
- روبرتو رودريغيز (لاعب كرة قدم سويسري، 28 يوليو 1990[25] – )
- ريكاردو رودريغيز (لاعب كرة قدم إسباني، 25 أغسطس 1992[26] – )
- فرنسيسكو رودريغيز أرايا (لاعب كرة قدم سويسري، 8 فبراير 1995 – )
- فيليبي سيمور (لاعب كرة قدم تشيلي، 23 يوليو 1987[27] – )
- كارلوس فرانز (كاتب تشيلي، 3 مارس 1959[28] – )
- لوتشيانو (24 فبراير 1978 – )
- مارتا برونيت (كاتبة تشيلية، 9 أغسطس 1897 – 27 أكتوبر 1967)
- ميشال باشليت (29 سبتمبر 1951[29][30] – )

## وصلات خارجية
- موقع وزارة الخارجية التشيلية
- موقع وزارة الخارجية السويسرية